# Зонд 1969А
Зонд 1969 е апарат от съветската програма за пилотирано облитане на Луната космическия кораб Союз 7К-Л1, кораб № 13.

## Програма
Основните цели на мисията са първи пилотиран полет на космическия кораб Союз 7К-Л1, обикаляне на Луната и кацане на Земята на предварително планирано място. Предвид несигурността на техниката е решено тя да се проведе в автоматичен режим.

## Катастрофа
Стартът е даден на 20 януари 1969 г. Първата степен работи и се отделя нормално. 501 секунди след старта на полета единият от четирите двигатели на втората степен спира работата си. 25 секунди по-късно системата за аварийно спасяване се задейства и отделя от капсулата от ракетата-носител.
Космическият кораб се приземява успешно на 350 km югозападно от град Иркутск, на територията на Монголия в планини с височина над 3000 м.